# Iglesia Unida de Cristo
La Iglesia Unida de Cristo (en inglés: United Church of Christ, UCC) es una denominación cristiana protestante de los Estados Unidos, formada en 1957 por la unión de dos denominaciones, la Iglesia Reformada y Evangélica y las Iglesias Cristianas Congregacionales. Pertenece a la tradición reformada pero ha recibido muchas influencias del luteranismo a lo largo de su historia. En 2015, oficializó su plena comunión con la Iglesia Unida de Canadá. 

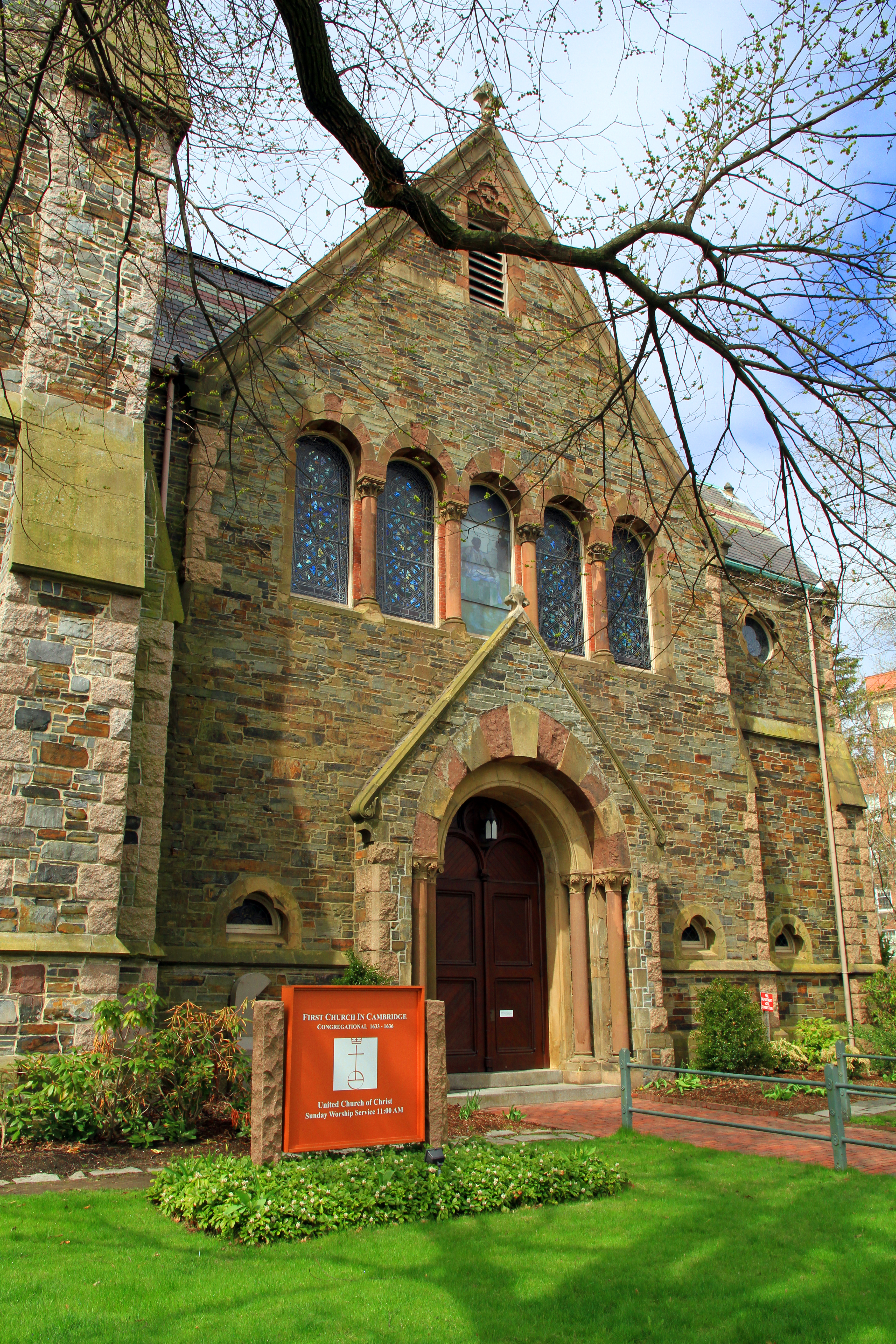
Iglesia Unida de Cristo de Boston.

 Esta rama Cristiana está en plena comunión con todas las iglesias pertenecientes a Iglesias protestantes unidas y unificadas.

## Datos
La UCC nació en 1957, poseyendo en la actualidad 4603 congregaciones y 0,7 millones de miembros. Uno de sus más famosos feligreses es Barack Obama (Político estadounidense que ejerció como el 44.º presidente de los Estados Unidos de América desde el 20 de enero de 2009 hasta el 20 de enero de 2017. Fue senador por el Estado de Illinois desde el 3 de enero de 2005 hasta su renuncia el 16 de noviembre de 2008)